# Andy Griffith
Andy Griffith (n. 1 iunie 1926 - 3 iulie 2012) a fost un actor și producător de filme american.

## Filmografie
- Spionul Dandana (1996)